# Huy chương Fields
Huy chương Fields là giải thưởng được trao cho tối đa 4 nhà toán học không quá 40 tuổi tại mỗi kỳ Đại hội quốc tế (ICM) của Hiệp hội Toán học quốc tế (IMU), được tổ chức 4 năm/lần. Giải thưởng được sáng lập bởi nhà toán học Canada John Charles Fields, lần đầu được trao vào năm 1936, đã bị gián đoạn trong suốt thời kỳ Chiến tranh thế giới thứ hai và từ năm 1950 được trao đều đặn.
Mục đích của giải thưởng là sự công nhận và hỗ trợ cho các nhà toán học trẻ tuổi đã có những đóng góp quan trọng có tính đột phá cho ngành toán học. Huy chương có đường kính 63,5mm làm bằng vàng 14 carat được trao cùng với số tiền thưởng cổ vũ tượng trưng là 5.500 đôla Canada.
Huy chương Fields thường được coi là "Giải Nobel dành cho Toán học". Sự so sánh này là không thật sự chính xác, bởi vì giới hạn tuổi của giải Fields được áp dụng nghiêm ngặt. Hơn nữa, huy chương Fields thường được trao cho các nhà toán học có nhiều công trình nghiên cứu hơn là chỉ có 1 nghiên cứu quan trọng.

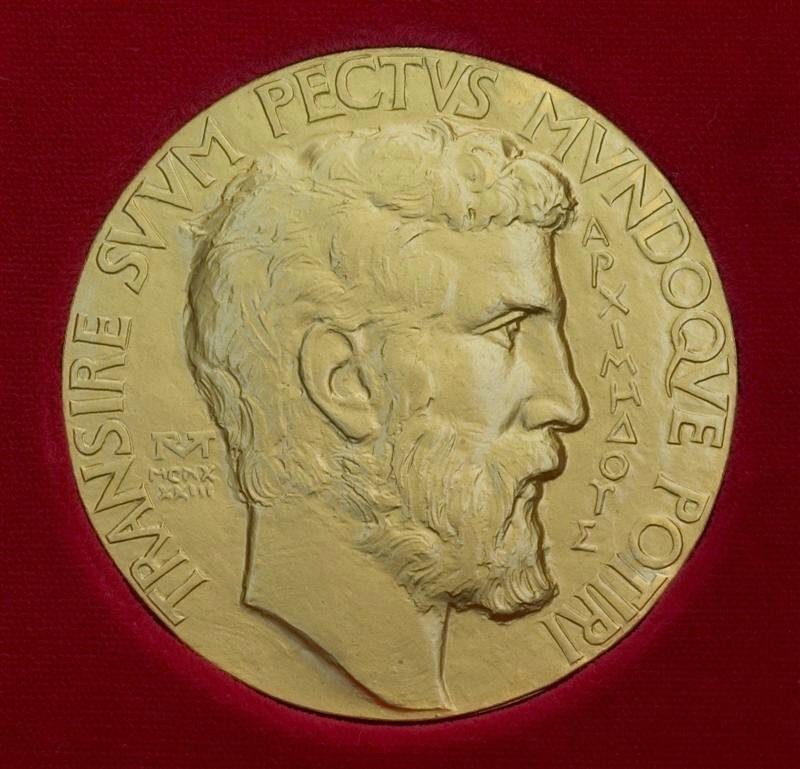
Mặt trước
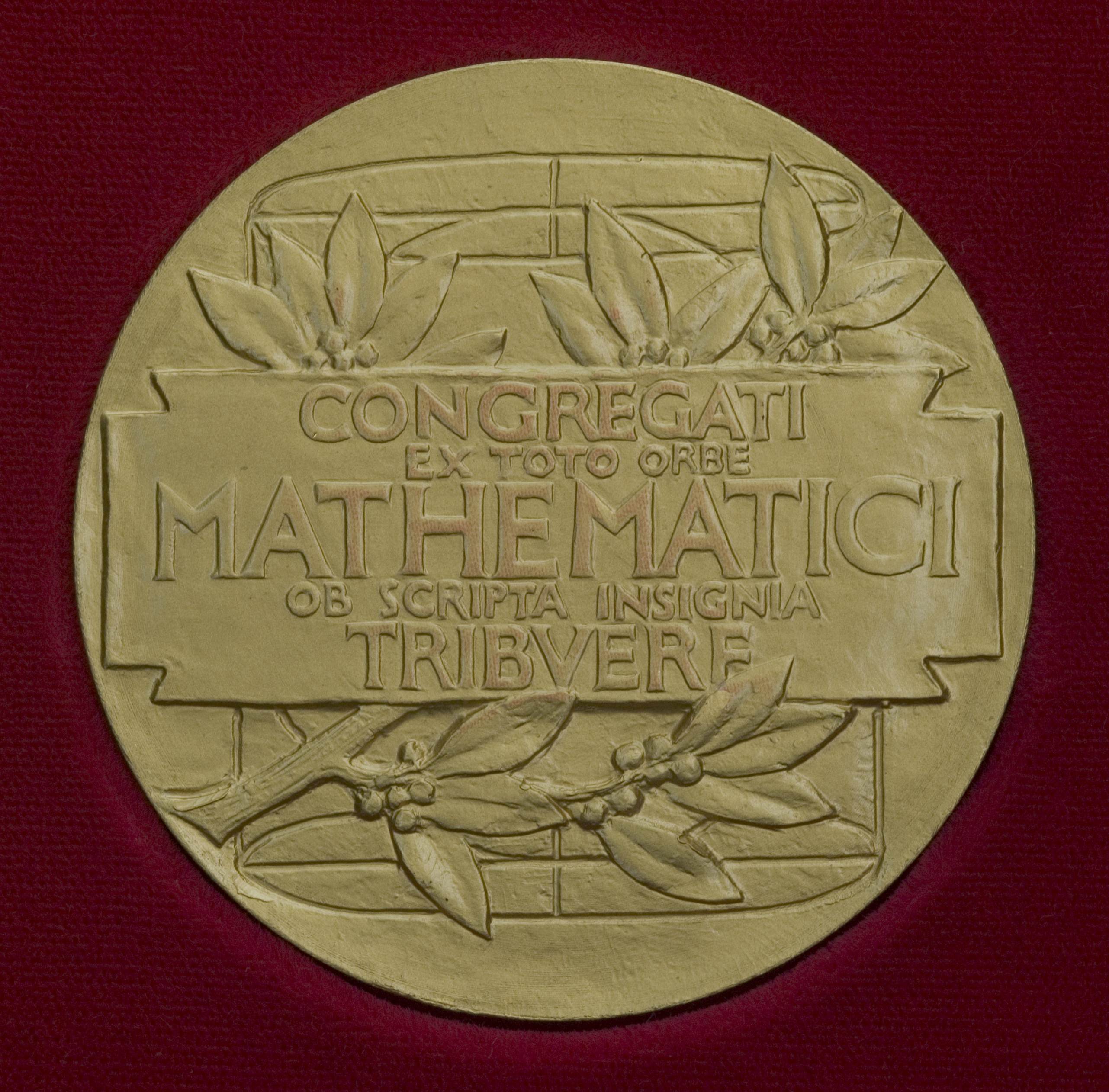
Mặt sau

## Các nhà toán học đã nhận giải
- 2022: Hugo Duminil-Copin (Pháp), June Huh (Mỹ), James Maynard (Anh), Maryna Viazovska (Ukraina)
- 2018: Caucher Birkar (Anh), Alessio Figalli (Thụy Sĩ), Peter Scholze (Đức), Akshay Venkatesh (Mỹ)
- 2014: Artur Avila (Brasil), Manjul Bhargava (Mỹ), Martin Hairer (Áo), Maryam Mirzakhani (Iran)
- 2010: Elon Lindenstrauss (Israel), Ngô Bảo Châu (Việt Nam/Pháp), Stanislav Smirnov, (Nga), Cédric Villani (Pháp)
- 2006: Terence Tao (Đào Triết Hiên) (Úc/Mỹ), Grigori Perelman (Nga), Andrei Okounkov (Nga/Mỹ), Wendelin Werner (Pháp)
- 2002: Laurent Lafforgue (Pháp), Vladimir Voevodsky (Nga/Mỹ)
- 1998: Richard Ewen Borcherds (Anh), William Timothy Gowers (Anh), Maxim Kontsevich (Nga), Curtis T. McMullen (Mỹ)
- 1994: Efim Isakovich Zelmanov (Nga), Pierre-Louis Lions (Pháp), Jean Bourgain (Bỉ), Jean-Christophe Yoccoz (Pháp)
- 1990: Vladimir Drinfeld (Liên Xô), Vaughan Frederick Randal Jones (New Zealand), Mori Shigefumi (Nhật Bản), Edward Witten (Mỹ)
- 1986: Simon Donaldson (Anh), Gerd Faltings (Tây Đức), Michael Freedman (Mỹ)
- 1982: Alain Connes (Pháp), William Thurston (Mỹ), Khâu Thành Đồng (Mỹ)
- 1978: Pierre Deligne (Bỉ), Charles Fefferman (Mỹ), Grigory Margulis (Liên Xô), Daniel Quillen (Mỹ)
- 1974: Enrico Bombieri (Ý), David Mumford (Mỹ)
- 1970: Alan Baker (Anh), Heisuke Hironaka (Nhật Bản), Sergei Petrovich Novikov (Liên Xô), John Griggs Thompson (Anh)
- 1966: Michael Atiyah (Anh), Paul Joseph Cohen (Mỹ), Alexander Grothendieck (Pháp), Stephen Smale (Mỹ)
- 1962: Lars Hörmander (Thụy Điển), John Milnor (Mỹ)
- 1958: Klaus Roth (Anh), René Thom (Pháp)
- 1954: Kunihiko Kodaira (Nhật Bản), Jean-Pierre Serre (Pháp)
- 1950: Laurent Schwartz (Pháp), Atle Selberg (Na Uy)
- 1936: Lars Ahlfors (Phần Lan), Jesse Douglas (Mỹ)

## Danh sách các quốc gia tính theo số huy chương Fields
| Thứ hạng | Quốc gia                   | Số huy chương |
| -------- | -------------------------- | ------------- |
| 1        | Hoa Kỳ                     | 18            |
| 2        | Pháp                       | 12            |
| 3        | Liên bang Nga（+ Liên Xô） | 9             |
| 4        | Liên hiệp Anh              | 8             |
| 5        | Nhật Bản                   | 3             |
| 6        | Bỉ                         | 2             |
| 6        | Đức                        | 2             |
| 7        | Phần Lan                   | 1             |
| 7        | Thụy Sĩ                    | 1             |
| 7        | Na Uy                      | 1             |
| 7        | Thụy Điển                  | 1             |
| 7        | Ý                          | 1             |
| 7        | Israel                     | 1             |
| 7        | New Zealand                | 1             |
| 7        | Úc                         | 1             |
| 7        | Việt Nam                   | 1             |
| 7        | Canada                     | 1             |
| 7        | Iran                       | 1             |
| 7        | Austria                    | 1             |
| 7        | Brazil                     | 1             |
| 7        | Ukraina                    | 1             |

## Các sự kiện đặc biệt
Năm 1954, Jean-Pierre Serre trở thành người trẻ nhất từng đạt Huy chương Fields: 28 tuổi. Đến nay, ông vẫn giữ kỉ lục này.
Năm 1966, Alexander Grothendieck tẩy chay lễ trao giải Fields cho mình, tổ chức tại Moskva, để phản đối các hoạt động của quân đội Liên Xô ở Đông Âu.
Năm 1970, Sergei Petrovich Novikov, vì sự quản thúc của Chính phủ Liên Xô, đã không thể tới Nice để nhận huy chương. Hironaka Heisuke - người Nhật Bản thứ 2 được nhận Huy chương Fields trước kia đã từng thi trượt trường đại học tại Hiroshima.
Năm 1978, Gregori Margulis do bị Chính phủ Liên Xô hạn chế di chuyển nên đã không thể tới tham gia đại hội tại Helsinki để nhận giải thưởng. Jacques Tits đã thay mặt ông nhận giải và đã có bài diễn văn:
| “ | Tôi không thể diễn tả sự thất vọng sâu sắc của tôi cũng như mọi người tại đây vì sự vắng mặt của Margulis trong buổi lễ này. Tôi quả thật rất hy vọng tôi sẽ có cơ hội gặp nhà toán học này, người mà tôi mới chỉ biết qua các công trình nghiên cứu và đồng thời cũng là người mà tôi kính trọng và thán phục một cách sâu sắc. | ” |

Năm 1982, đại hội được tổ chức tại Warszawa, Ba Lan nhưng cuối cùng đã phải chuyển sang năm sau vì tình hình chính trị không ổn định. Giải Fields được công bố vào kì họp thứ 9 của IMU vào đầu năm và được trao vào năm 1983 tại đại hội Warszawa.
Năm 1998, tai đại hội ICM ở Berlin, Andrew Wiles được chủ tịch hội đồng giám khảo giải Fields là Yuri Manin trao huy chương bạc IMU đầu tiên để công nhận thành quả của ông trong việc chứng minh định lý Fermat cuối cùng, vì ông đã quá tuổi quy định là 40 để nhận huy chương vàng. Wiles được học tại Merton College, Oxford (BA, 1974), và Clare College, Cambridge (Tiến sĩ, 1980). Sau một học bổng nghiên cứu trẻ tuổi ở Cambridge (1977-1980), Wiles là trợ lý giáo sư tại Đại học Harvard. Năm 1982 ông chuyển tới Đại học Princeton làm giáo sư. Wiles đã nghiên cứu một số vấn đề nổi bật của lý thuyết số: phỏng đoán Birch và Swinnerton - Dyer, những phỏng đoán chủ yếu của lý thuyết Iwasawa, định lý Shimura - Taniyama. Năm 1994, Wiles là một trong những ứng viên sáng giá của giải thưởng, vì từ năm 1993, ông đã đưa ra cách chứng minh Định lý cuối cùng của Fermat - một trong những câu đố toán học nổi tiếng nhất, vốn vẫn chưa được giải quyết trong hơn 350 năm. Tuy nhiên, một thời gian ngắn sau đó, các đồng nghiệp đã tìm thấy một khoảng trống trong bằng chứng, mà về sau Wiles đã sửa được sai sót trong chứng minh. Do đó ông đã bỏ lỡ giải Fields vào năm 1994 . Don Zagier đã miêu tả tấm thẻ IMU là "giải Fields trá hình".
Năm 1990, Mori Shigefumi là người Nhật Bản thứ ba được nhận huy chương Fields. Ông đã nhận tại Kyoto, nơi mà ông đã từng học Đại học và công tác lâu năm.
Năm 2006, lần đầu tiên giải thưởng Fields bị từ chối nhận. Người từ chối là Grigori Perelman.
Năm 2010, Ngô Bảo Châu, nhà toán học mang hai quốc tịch Việt Nam và Pháp, người Việt Nam đầu tiên và cũng là người thứ tư của châu Á đã chính thức ghi tên mình vào danh sách những người nhận giải thường Fields với việc chứng minh thành công bổ đề cơ bản trong Chương trình Langlands. Đây cũng là lần đầu tiên, một quốc gia đang phát triển có người giành được giải thưởng này.
Năm 2014, Huy chương Fields được trao tại Seoul, Hàn Quốc. Đây là lần đầu tiên một quốc gia hồi giáo tại Tây Á có người đạt huy chương FIELDS: Maryam Mirzakhani, người Iran được nhận giải thưởng này khi bà mới 37 tuổi.

## Giải Fields trong văn hóa đại chúng
Vào năm 1997 trong bộ phim Good Will Hunting, giáo sư MIT hư cấu Gerald Lambeau (Stellan Skarsgård đóng) được miêu tả là đã được nhận giải Fields cho công trình nghiên cứu về tổ hợp toán học.
Trong bộ phim A Beautiful Mind, John Forbes Nash (Russell Crowe đóng) than phiền về việc không được nhận giải Fields.